# 다니엘라 시카렐리

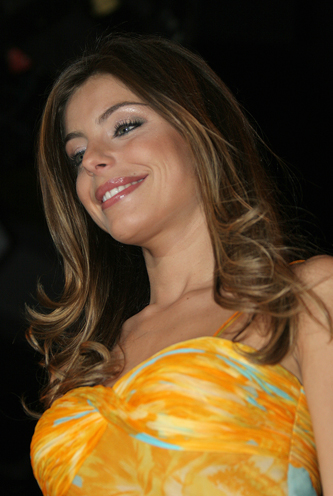
다니엘라 시카렐리

다니엘라 시카렐리(Daniella Cicarelli, 1978년 11월 6일 ~ )는 브라질의 패션 모델이자 MTV 브라질의 진행자이다. 2005년 그녀는 축구 선수 호나우두와 교제를 하였다.